# Fortuna (album Luca Barbarossa)
Fortuna è l'undicesimo album  del cantautore Luca Barbarossa pubblicato nel 2003.
Include la title track con cui il cantautore romano ha partecipato al Festival di Sanremo 2003.

## Tracce
1. Sai dove trovarmi – 3:01
2. Fortuna – 3:49
3. Non era molto tempo fa – 3:10
4. Mai perfetto – 4:13
5. L'amore per me – 4:18
6. Guerra e pace – 4:36
7. Qualcosa di te – 4:41
8. Mille cuori – 3:56
9. Al lupo al lupo – 3:11
10. Giocattoli – 3:56
11. Luce – 3:34
12. Tacabanda – 4:17

## Formazione
- Luca Barbarossa – voce, cori, chitarra classica, chitarra acustica, pianoforte, tastiera
- Maurizio Mariani – basso, cori, programmazione
- Francesco Valente – slide guitar, chitarra elettrica, chitarra 12 corde, programmazione, chitarra classica
- Paolo Pratali – batteria
- Olen Cesari – violino
- Roy Paci – flicorno, tromba